# Alaszkai áfonya
Az alaszkai áfonya (Vaccinium alaskaense) a hangafélék (Ericaceae) családjába tartozó áfonya (Vaccinium) nemzetség egyik faja. Bogyótermését gyümölcsként, fűszerként és gyógynövényként fogyasztják.
Pontos rendszertani helyzete vitatott, egyes botanikusok szerint önálló faj, mások közeli rokona, a Vaccinium ovalifolium fajába sorolják.

## Felfedezése, egyéb elnevezése
Vaccinium alaskaense-t 1925-ben Thomas Jefferson Howel fedezte fel és írta le. Gyakori elnevezések: alaszkai vad áfonya, vad alaszkai fekete áfonya, alaszkai blueberry, alaszkai kékáfonya, tlingit berry. Őslakos (eszkimók) név: naanyaa kanat’aayí (Tlingit), maaý, bogyót jelent (Nisga’a. Nem tévesztendő össze az Alaszkai korai áfonyával vagy az Alaszkai ovális levelű áfonyával (Vaccinum ovalefolium). A tudomány jelenleg nem tisztázta rendszertani helyét a két növénynek. A botanikusok között vita van arról, hogy két változatról vagy alfajról van e szó.

## Származása, elterjedése

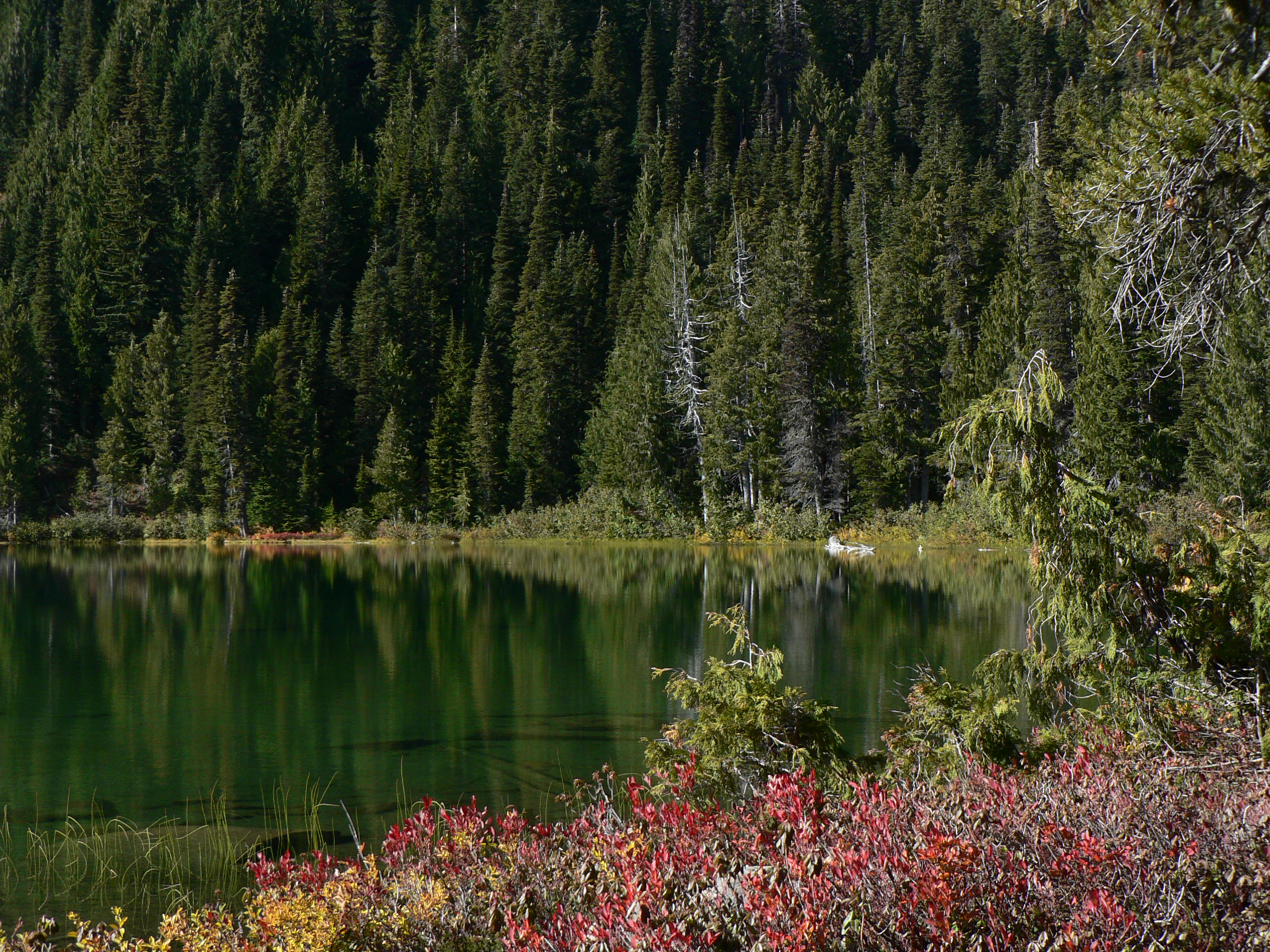
Squaw tó környéke. Alaszka.

Észak-Amerikában a kontinens legnyugatibb területén Alaszka, Kanada, Oregon, Washington állam, Brit Columbia, Csendes-óceánhoz közeli, szubalpin éghajlatú, 700 – 1400 m magasságú lejtőin, padokon, kiszögeléseken és a völgyek alján, a parti sávban honos.

## Megjelenése, felépítése

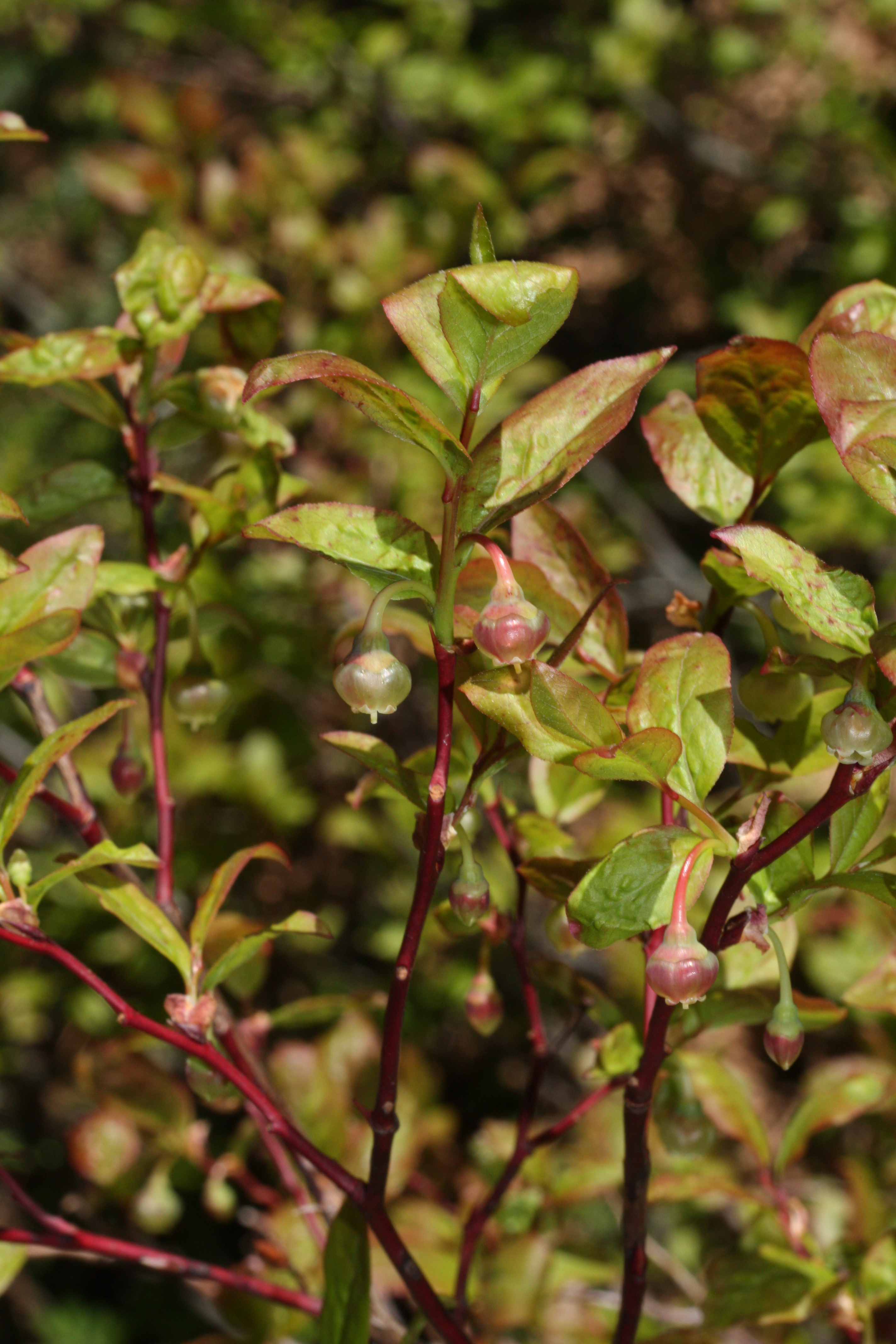
Vaccinium alaskaense 7101

Az örökzöld cserjék körülbelül 1,5-3 méter magasságra nőnek. A sárga színű 0,64 cm nagyságú, urna alakú, hermafrodita virágai később kezdenek virítani, mint a V. ovalifolium. Bogyós gyümölcsei hamvaskékek, gyümölcshúsa sötétkék, sötétebb színű, mint rokona a V. ovalifolium. Íze enyhén savanyú és vizes. Levelei enyhén szőrösek-szöszösek, kevésbé megnyúltak.

## Életmódja, termőhelye
A savanyú, 4,5–5,5 pH-értékű talajt és a hűvös helyeket, valamint az enyhén (homokos), és közepes (agyagos), jó vízelvezetésű talajt kedveli, de a nagyon savanyú talajon is megél. Félárnyékban vagy árnyék mentes helyeken – inkább nedves talajon – honos. Vízigénye igen jelentős. Földön kúszó indái évente akár 2 m-t is nőhetnek. Az egyes tövek akár 150 évig is elélhetnek.

## Felhasználása

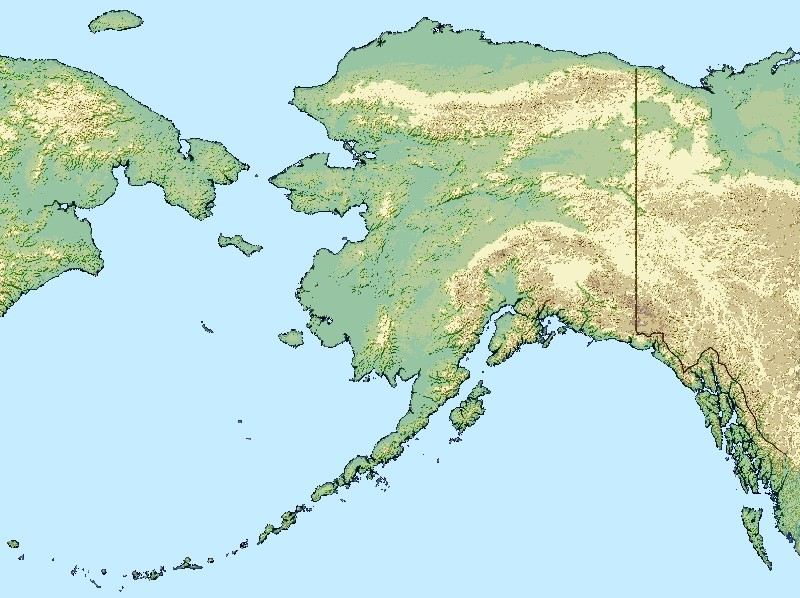
Alaszka, Kanada, Oregon, Washington állam, Brit Columbia, Csendes-óceánhoz közeli, szubalpin éghajlatú, 700–1400 m magasságú lejtőin honos.

Használják dzsemek és zselék, illetve likőrök, borok készítéséhez, leveleit gyógyteaként használják. Húsa roppanós, íze enyhén fanyar, savanykás. Friss gyümölcsként torták, sütemények díszítésére használatos, továbbá illik a joghurtokhoz, desszertekhez és turmix italokhoz is. Az Amerikai Egyesült Államokban hálaadás napján az ünnepi étrend tradicionális része.
Fagyasztva kb. 1 évig lehet felhasználni. A termés többségéből gyümölcslevet, sűrítményt, száritmányt, aszalványt, vagy gyümölcsteát készítenek. Szárítva a mazsolához hasonlóan használható.
Gyógynövényként szív- és érrendszeri megbetegedések megelőzésére és antibakteriális hatása miatt a gyulladáshoz vezető bakteriális fertőzések megelőzésére, kezelésére használatos. Sok benne az antioxidáns (antocianidinek, tanninok), ezért az immunrendszert is erősíti. Húgyúti fertőzések, illetve gyulladások kezelésére kiválóan alkalmas. Étvágygerjesztőnek is ajánlják. Az indiánok festéknek is használták.

## Tápanyagtartalom
Átlagos tápanyagtartalom 100 g gyümölcsben: Víz 90,700 g; Energia 37.000 kcal; Energia 156.000 kj; Fehérje 0,400 g; Összes lipid (zsír) 0,100 g ; Hamu 0,100 g; Szénhidrát 8,700 g; Kalcium, Ca 15,000 mg; Vas, Fe 0,300 mg; Nátrium, Na 10,000 mg; C-vitamin, a teljes aszkorbinsav 2,800 mg; Tiamin 0,010 mg; Riboflavin 0,030 mg; Niacin 0,300 mg; A-vitamin IU 79,000. Egyéb: réz, magnézium, mangán, foszfor, kálium-, szelén-, cink, niacin, pantoténsav, B6-vitamin, folsav.

### Antioxidánsok
A flavonoidok, antocianidinek antioxidánsok, lipidperoxidációs inhibitorok, szabad gyökfogó (scavenger) tulajdonságúak, daganatellenes hatásúak. A flavonoidok változatos biológiai tulajdonságokkal rendelkeznek, beleértve antioxidáns, antimikrobiális, és potenciális rákellenes, és szívbetegségeket megelőző hatást. Antocianinek (antociánok) 690 mg, proantocianidinek 657 mg, flaván-3-olok 97,71 mg, flavánok 0,1 mg, flavonok 0,41 mg, flavonolok 18,01 mg, Total fenolok galluszsav ekvivalencia 1530 mg, ORACFL 12,5 mmol TE.

### Flavonoidok
A piránok és a pironok benzollal kondenzált származékai természetes növényi színezékek gyűrűvázát, a flavonoidokat (flaván, flavén, flavon) alkotják. A fenti vegyületek hidroxi-származékai glikozidok formájában különböző növények sárga színezékeit képezik legfontosabb közülük a kvercetin, mely a flavonol (3-hidroxi-flavon) 5,7,3’,4’-tetrahidroxi-származéka. Flavonolok: myricetin, kvercetin. Ha a kvercetin 3-as OH-csoportjához a rutinóz nevű cukor glikozidos kötéssel kapcsolódik, a rutinhoz (P-vitaminhoz) jutunk; ez a kapilláris vérerek permeabilitását szabályozza.

#### Antociánok
Antocianidin-glikozidok. A flavén (2-fenil-kromén) hidroxi-származékai glikozidok formájában elterjedtek a növényvilágban, összefoglaló nevük flavílium v. antocián (antocianin-)színezékek. Az antocián-színezékek a növényi nedvek pH-jától függően különböző színűek lehetnek; ezzel magyarázhatók az antocianidinek által okozott színárnyalatok a piros rózsa és a kék búzavirág szirmában ugyanaz a cianin-színezék van jelen, és a présnedvek pH-ja is azonos.

#### Antocianidinek
Flavilium kation származékok, amelyek nem tartalmaznak cukoregységeket. A glikozidok lúgos hidrolízisével nyerik a színes aglikonokat (antocianidineket), melyek savas hidrolízis esetén a savval sót képeznek (oxóniumsók). A flavílium-klorid 4-6 OH-csoporttal szubsztituált származékainak glikozidjai a különböző virágszirmok színéért felelősek. A fenti festéksók lúgok hatására színváltozással járó szerkezeti átrendeződést szenvednek, indikátor tulajdonságúak: pelargonidin-klorid (vörös) és pelargonidin (kékes ibolya) pl.: cianidin, delfinidin, malvidin, peonidin, petunidin.

#### Proantocianidinek
Az alaszkai áfonya tartalmaz proantociandineket (kondenzált tanninok), amelyek szabad gyökfogó tulajdonsággal bírnak és egy fanyar ízt kölcsönöznek a termésnek. Flavan-3-olok: epicatechin. monomerek, dimerek, trimerek, 4-6merek, 7-10merek, polimerek.

## Farmakológiai hatásai
Az utóbbi években megjelent tanulmányok bizonyítják, hogy az alaszkai áfonyában található értékes összetevők, mint pl. az antioxidáns antocianidinek, számos olyan tulajdonsággal rendelkeznek, melyek pozitív hatással vannak egészségünkre. Az USDA kutatói szerint az alaszkai áfonya rendszeres fogyasztásával hatékonyan léphetünk fel a szervezetünkben keletkező oxidatív stresszel szemben. Az oxidatív stressz felelős lehet az öregedésért és bizonyos krónikus betegségek kialakulásáért. Sejtszintű antioxidáns aktivitással rendelkezik. A kutatásba bevont gyümölcsök közül – melyek között szerepelt a gránátalma, piros szőlő, alma, eper, tőzegáfonya stb. – az alaszkai áfonya sejtszintű antioxidáns aktivitása (CAA – cellular antioxidant activity) a legmagasabb. Az antioxidáns hatásnak öregedést gátló, anti-tumor és szívvédő tulajdonságokat tulajdonítanak.
- Javítja a motoros funkciókat

Az USDA kutatói mutatták ki, hogy állatkísérletekben a alaszkai áfonya javítja a motoros funkciókat, gátolja a rövidtávú memória elvesztését, és olyan életkorral összefüggő betegségek kialakulását, mint pl. az Alzheimer-kór
- Gyulladást csökkentő hatás

Egerekkel végzett kísérletekben a alaszkai áfonya polifenol vegyületei csökkentették az állatokban kialakuló krónikus gyulladásokat a ciklooxigenáz-2 (COX-2) enzim expressziójának csökkentésével, így javult azok kognitív képességei, és csökkent az agyukban azon vegyületek mennyisége, melyek a gyulladások kialakulásáért felelősek.
- Rák megelőzés

Az alaszkai áfonya potenciálisan képes gátolni az ún. triple negatív emlőrák (TNBC) növekedését, mely a mellrákok egyik igen agresszív és nehezen kezelhető fajtája. Más kutatások szerint a alaszkai áfonyában található vegyületek egyéb rákos megbetegedések kialakulását is gátolhatják, többek között a bőr, a tüdő, a szájüreg, a gyomor, az emlőmirigy és a prosztata daganatot.
- Húgyúti fertőzések

Az alaszkai áfonyában található értékes vegyületek is védelmet nyújthatnak azokkal a baktériumokkal szemben, melyek a húgyhólyag falához hozzákapcsolódva felelősek a húgyúti fertőzések kialakulásáért
- Agyi erek védelme, a stroke profilaxisa

Állatkísérletek azt mutatták, hogy a alaszkai áfonya fogyasztása elősegíti az agy védelmét az iszkémiás stroke-kal szemben.
- Szív ereinek védelme

Az USDA kutatói szerint a alaszkai áfonya fogyasztása védelmet nyújthat a szívizom számára a károsodástól, emellett támogatja a szív-, és érrendszert azáltal, hogy csökkenti a vér LDL-koleszterin szintjét. Antioxidáns tulajdonságai révén pedig védi az ereket a plakkok kialakulásától.
- Látásjavítás

Több tanulmány is megerősítette, hogy az alaszkai áfonyában található antocianidinek elősegítik az éjszakai látást és megelőzik a szem kiszáradását. Európai tanulmányok szerint az alaszkai áfonya kifejezetten javítja a látást, japán kutatók szerint pedig megelőzi a szemek kifáradását.
- Anyagcsere-betegségek

A legújabb kutatások abban engednek bizakodni, hogy az alaszkai áfonya pozitív hatást válthat ki az ún. metabolikus szindrómában (magas vérnyomás, magas koleszterinszint, megváltozott glükóz tolerancia, elhízás), mely jelentősen növeli a szívbetegség és cukorbetegség kialakulását.

## Etnobotanikai felhasználása
Az észak-amerikai indiánok gyakran a szárított gyümölcsöt fogyasztották a téli évszakban. Az eszkimók tlingit nyelven a gyógyszer (kayaaní, kyäni, kyani) szinonimájaként használták az áfonya szót. A sámánok a gyógyítás során a gyógyszer (kayaaní) antioxidáns hatását használták ki a legyengült beteg szervezet teljesítményének fokozására, regenerálására. Északnyugatszerte lila festék készítésére használták az áfonyát. A haidák a fás szárat használták kampók készítésére.